# Giunio Palmotta
Giunio (o Giugno) Palmotta, in croato moderno Junije Palmotić (Ragusa di Dalmazia, 1607 – Ragusa di Dalmazia, 1657), è stato un drammaturgo, poeta e traduttore dalmata raguseo, insieme a Vinko Pribojević e Juraj Križanić uno dei primi pionieri del panslavismo.

## Biografia
I suoi genitori furono Giorgio Palmotta e Orsola Gradi. Studiò giurisprudenza e filosofia anche grazie a padre Camillo Gori Senese, Ignazio Tudisi e suo zio materno (Diritto Civile). Giunio era nipote di Giovanni Gondola. Suo fratello Giorgio Palmotta era scrittore e scrisse in lingua illirica. Visse a  Ragusa di Dalmazia l'intera vita durante la quale servì molti aristocratici. A 26 anni divenne membro del Maggior Consiglio della Repubblica. Iniziò a scrivere molto giovane divenendo il continuatore dell'opera di Giovanni Gondola.

### Opere
Ispiratosi da sempre alle fonti classiche quali Ovidio, Virgilio, Torquato Tasso e Ludovico Ariosto scrisse diverse opere mitologiche.
Tra le più famose:
- Došašće Enee k Ankizu njegovu ocu
- Captislava
- Bisernica
- Danica
- Pavlimir
- Atalanta
- Elena ugrabljena.

Tradusse la Christias di Girolamo Vida, "Illyrico" poema in 24 versi, che venne pubblicato a Roma solo nel 1670.